# Dennis (Oregon)
Dennis az Amerikai Egyesült Államok északnyugati részén, Oregon állam Malheur megyéjében elhelyezkedő önkormányzat nélküli település.